# 4over6
4over6 est une technique de transition vers IPv6. Elle est conçue comme un mécanisme pour les fournisseurs d'accès à Internet pour pouvoir avoir un accès continu à l'Internet sous IPv4 via un réseau seulement en IPv6.
4over6 est décrit dans les RFC suivantes :
- RFC 7040[1] - Public IPv4-over-IPv6 Access Network (informational), qui décrit le Public 4over6
- RFC 7596[2] - Lightweight 4over6: An Extension to the Dual-Stack Lite Architecture (standards-track), qui décrit le Lightweight 4over6